# 梅斯卡拉橋
梅斯卡拉橋，又稱為梅斯卡拉團結橋，是一座位於墨西哥格雷羅州（Guerrero）高速公路95D（Highway 95D）的斜拉橋，跨度從巴爾薩斯河到接近墨西哥西太平洋沿岸。總長度為891米（2,923英尺） ，1993年完成了約六個不對稱跨度，1994年起開始收費，成為收費橋。
从1993年梅斯卡拉桥开通到1998年明石海峡大桥開通，梅斯卡拉桥曾是世界上最高的橋。目前梅斯卡拉桥仍是墨西哥最高的橋，也是世界第二高多重斜拉橋。該橋於2007年3月發生起火事件，起火原因是主層底下的電纜系統其中某個電纜起火。事件造成一輛載著椰子的運輸卡車和與兩輛校車相撞，導致該橋部分關閉，受損的電纜需要些長時間修復才能再開部分橋樑。